# Luna Twist
Luna Twist was een Belgische newwaveband, die bestond van 1981 tot 1983 en van relatief grote invloed was.

## Once More
Kernleden van Luna Twist waren zanger Alain Tant (vocals), Filip Moortgat (gitaar, zang, bas) en Dirk Blanchart (eigenlijk Blanchaert). De twee eerstgenoemden, uit Ieper, waren de finalisten van de eerste editie van Humo's Rock Rally in 1978, onder de naam Once More. In feite deelde ze de eerste plaats met een andere West-Vlaamse band ‘Stagebeast’. Zij namen enkele door punk beïnvloede nummers op, zoals "Blondie", "Zig-zag" en "Dance macabre", en één album, "Stress conference". Na twee jaar trokken ze naar Gent  en begonnen een nieuwe groep met twee extra muzikanten: Dirk Blanchart (keyboards, gitaar, bas) en drummer Dirk Vangansbeke (drums, keyboards). Een jaar later in 1981 veranderden ze hun naam van Once More naar Luna Twist.

## 1981 - 1983
Hun eerste single ‘Tom & Jerry’ was een flop, maar opvolger ‘African Time’ was een schot in de roos, een nummer dat ook in het buitenland in de smaak viel. In 1982 volgde er een debuutalbum A Different Smell from the Same Perfume. Tijdens hun korte bestaan produceerden ze een aantal succesvolle nummers, zoals 'Look Out (You're Falling in Love Again)', 'Decent Life', 'Oh oh oh', 'Spoed van klank' en 'Golden Inside'. Het was veelal melodieuze, goed in het gehoor liggende rock-wave. Live deed de band het ook niet slecht. Bryan Ferry stond hen toe terug te komen voor een toegift tijdens een voorprogramma van Roxy Music in Vorst Nationaal. Internationale ambitie van de groep leidde tot een platencontract met het Engelse label Statik. Niettegenstaande hun hitpotentieel, originaliteit en ambitie, ging de band reeds in 1983 uit elkaar als gevolg van onderlinge meningsverschillen. Op 15 oktober 1983 gaf Luna Twist zijn laatste van 300 optredens in de Benelux tussen 1980 en 1983. Alain Tant bleef zingen en werd later vooral studiozanger (onder meer bij Elisa Waut, The Scabs, Johan Verminnen en een groot aantal buitenlandse artiesten: Mink DeVille, Tony Hadley (Spandau Ballet), Jimmy Somerville en Leo Sayer). Filip Moortgat trad vooral met Jo Lemaire op. Dirk Blanchart begon een solocarrière.

## Reünie 2008
Na 25 jaar kwam er een reünie in 2008, met de drie nog overblijvende originele leden Dirk Blanchart, Alain Tant en Filip Moortgat (drummer Dirk Vangansbeke kwam om het leven bij een auto-ongeval in 1999) aangevuld met twee nieuwe muzikanten op drums en synthesizers.

## Discografie

### Albums
- 1982 A Different Smell from the Same Perfume (B)
  - A1)	Fill In The Words (04:22)
  - A2)	Questions (04:02)
  - A3)	Spoed Van Klank (03:52)
  - A4)	Oh Oh Oh (05:08-
  - B1)	Decent Life (03:55)
  - B2)	Bop Again (04:22)
  - B3)	Put Yourself In My Place (03:00)
  - B4)	I Never Talk To Strangers (04:32)
- 1983 Luna Twist (UK)
  - A1)	Look Out (You're Falling In Love Again) (03:01)
  - A2)	Spoed Van Klank (03:45)
  - A3)	Oh Oh Oh (Remix) (05:06)
  - A4)	Bop Again (04:20)
  - B1)	Put Yourself In My Place (02:58)
  - B2)	Decent Life (03:54)
  - B3)	Questions (03:57)
  - B4)	I Never Talk To Strangers (04:32)
  - B5)	Fill In The Words (04:19)

### Singles
- 1981 Tom and Jerry + Watching People
- 1982 African Time / Oh, Oh, Oh (12”) / So Danceable
- 1982 Look Out (You're Falling In Love Again) / Statues / Fill In The Words (12”)
- 1982 Decent Life / Put Yourself In My Place
- 1983 Golden Inside / Fill In The Words (Remix)
- april 2009 Backbeat

### Verzamelalbums
- 1998 The Original Recordings 1981-1983 (verzamel-cd)
  - 01)	African Time (12")(07:46)
  - 02)	Look Out (You're Falling In Love Again)(04:13)
  - 03)	Decent Life (03:58)
  - 04)	Spoed Van Klank	(03:46)
  - 05)	Put Yourself In My Place (02:57)
  - 06)	Oh Oh Oh (05:08)
  - 07)	I Never Talk To Strangers (04:31)
  - 08)	Golden Inside (03:38)
  - 09)	Bop Again (04:04)
  - 10)	Questions (03:57)
  - 11)	Fill In The Words (04:03)
  - 12)	So Danceable (04:44)
  - 13)	Tom & Jerry (03:03)
  - 14)	Watching People	(02:09)
  - 15)	Statues	(03:37)
  - 16)	African Time (7")(04:37)